# 奈良農政事務所
奈良地域センターは、農林水産省の地方支分部局である近畿農政局（京都市）の出先機関。

## 組織
- 奈良地域センター（奈良市法蓮町　奈良第三合同庁舎）

## 管内事務所
- 大和平野農地防災事業所（橿原市見瀬町）
  - 大和平野農地防災事業所
- 大和紀伊平野農業水利事務所（橿原市城殿町）
  - 大和紀伊平野農業水利事務所
- 第二十津川紀の川農業水利事業建設所（吉野郡下市町下市）
  - 第二十津川紀の川農業水利事業建設所
- 南近畿土地改良調査管理事務所（吉野郡大淀町下渕）
  - 南近畿土地改良調査管理事務所